# Телефон Гитлера
Телефон Гитлера — телефонный аппарат модели W38 производства немецкой компании Siemens & Halske, предположительно, принадлежавший фюреру Германии Адольфу Гитлеру. Красный телефон с дисковым набором номера, найденный в бункере руководителя Третьего рейха после взятия Берлина, был подарен бригадиру британской армии сэру Ральфу Рейнеру советскими военными в мае 1945 года. В 2017 году аукционный дом Alexander Historical Auctions выставил телефон Гитлера на торги, где аппарат был вскоре приобретён неназванным покупателем за 240 тысяч долларов.

## История
Телефон Siemens модели W38 был подарен Адольфу Гитлеру от имени вермахта и, по некоторым данным, являлся личным «путевым телефоном» нацистского лидера. Аппарат с дисковым набором номера изготовлен из чёрного бакелита, однако корпус телефона снаружи и изнутри покрыт красной краской. Также телефон Гитлера украсили надпись с именем фюрера и изображение орла со свастикой. В апреле-мае 1945 года Красная армия штурмом взяла Берлин; 30 апреля Гитлер покончил жизнь самоубийством в фюрербункере. При обследовании бункера советские военные обнаружили несколько телефонных аппаратов, в том числе и красный телефон Siemens.
История красного телефона Гитлера связана с именем британского бригадира, сэра Ральфа Рейнера (1896—1977), который в мае 1945 года являлся заместителем командира связи командующего 21-й группой армий союзников связи фельдмаршала Монтгомери. Рейнеру предстояло установить контакт с советской стороной и организовать встречу командования РККА и Монтгомери. 5 мая 1945 года бригадир прибыл в Берлин; проделав трудный путь, Рейнер встретился у руин здания рейхсканцелярии с советским офицером, который не только сообщил, что его генерал хотел бы встретиться с Монтгомери как можно скорее, но и предложил британскому гостю посетить фюрербункер.
Вместе с офицером Красной армии Рейнер проследовали в личные покои Гитлера, где советский военный, как отмечало издание «Би-би-си», явно желавший угодить своему новому другу, предложил британцу принять в качестве подарка чёрный телефон, стоявший на прикроватной тумбочке Евы Браун. Однако бригадиру понравился красный телефон, стоявший у кровати Гитлера — любимым цветом Рейнера был красный, в связи с чем он пожелал забрать именно этот аппарат. Помимо телефона Гитлера, Рейнер принял в подарок от советских военных двенадцатидюймовую фарфоровую статуэтку восточноевропейской овчарки, взятую с рабочего стола нацистского лидера.
Вернувшись домой после войны, сэр Ральф Рейнер привёз с собой сувениры из бункера, однако об этом знали только близкие родственники генерала: ранее фельдмаршал Монтгомери постановил, что любой уличённый в мародёрстве военный будет предан трибуналу. Спустя годы Рейнер счёл возможным рассказать миру о телефоне Гитлера: в 1963 году историю о подарках из Берлина опубликовал журнал Der Spiegel. 17 июля 1977 года сэр Ральф Рейнер скончался; примечательно, что в некрологе, опубликованном в газете Herald Express, была размещена фотография покойного с телефоном Гитлера. Телефон Гитлера хранился в семье Рейнеров в общей сложности более 70 лет.
В феврале 2017 года телефон Гитлера был выставлен на торги аукционным домом Alexander Historical Auctions: было объявлено, что фюрер не только являлся владельцем данного телефона, но и отдавал по нему распоряжения, «лишившие жизни миллионы людей по всему миру». Стоимость телефона Гитлера оценивалась в пределах 200—300 тысяч долларов, а стартовая цена составляла 100 тысяч долларов. 19 февраля 2017 года телефон был продан покупателю, имя которого не называлось, на торгах в Чесапике (штат Мэриленд, США) за 243 тысячи долларов; в сумму вошла и плата аукционному дому. По данным The Telegraph, аппарат «ушёл с молотка» от имени сына Ральфа Рейнера — майора в отставке Ранульфа Рейнера, который называл проданный телефон «оружием массового поражения». Против выставления телефона на аукцион, по словам самого Ранульфа Рейнера, выступали его сыновья — Ральф и Джайлс.

## Сомнения в подлинности
После того, как стало известно о выставлении телефона Гитлера на аукцион, в американском Музее телефона (Линкольн, штат Массачусетс) были высказаны сомнения в подлинности аппарата: как отмечало издание Daily Mail, организация опубликовала ряд острых вопросов аукционному дому Alexander Historical Auctions в своём аккаунте в социальной сети Facebook. Подозрения относительно правдивости истории лота оказали влияние на его цену — в результате телефон был продан за меньшую сумму, нежели планировалось изначально. Ранульф Рейнер обвинил «американские организации» в том, что они «посеяли сомнения» по поводу происхождения аппарата; недовольство майора в отставке также вызвал тот факт, что телефон был продан за границу неназванному лицу — Рейнер рассчитывал, что семейная реликвия останется в Великобритании и будет размещена в каком-либо музее.
Уже после продажи телефона мнение о том, что телефон Гитлера, возможно, является фальшивкой, было высказано хранителем коллекции Музея коммуникаций в Франкфурте-на-Майне Франком Гнегелем. Гнегель, как сообщало издание Daily Mail, назвал подозрительным тот факт, что телефон был выкрашен в красный цвет, а не изначально сделан из красного пластика. «Все, что касалось Гитлера, производилось на самом высоком уровне. Почему гравировку нужно было просто закрашивать?» — отмечал он. Немецкая газета Frankfurter Allgemeine Zeitung также приводила слова хранителя франкфуртского музея, подчёркивавшего, что сам аппарат был произведён концерном Siemens & Halske, однако трубка является частью английского телефонного аппарата. «По какой причине фирма в Великобритании перед войной должна была делать трубку для Гитлера? Siemens охотно изготовил бы для Гитлера новый телефон», — указывал Гнегель. Раскритиковал эксперт и утверждение о том, что данный телефон использовался Гитлером как путевой. «Идея брать аппарат с собой в поездки может исходить лишь от представителей поколения мобильников», — иронично заметил Гнегель, одновременно напомнив, что не существует ни одного фото, где фюрер был бы запечатлён с красным телефоном.
В аукционном доме Alexander Historical Auctions все озвученные претензии относительно подлинности телефона Гитлера были отвергнуты. Президент и основатель компании Билл Панагопулос отметил, что утверждения, ставящие под сомнение историю лота, оскорбляют репутацию и память выдающегося британского офицера и его семьи, а также заявил, что никто в мире, кроме «парня из Франкфурта», не сомневается в подлинности телефона. На основе анализа аргументов «за» и «против», издание «Би-би-си» в конечном счёте пришло к выводу, что большинство утверждений сомневающихся было опровергнуто, в частности, благодаря усилиям сына Ральфа Рейнера, который провёл собственное расследование судьбы реликвии. Так, благодаря общению с Питером фон Сименсом (1911—1986), являвшимся председателем наблюдательного совета Siemens в 1971—1981 годах, майору Ранульфу Рейнеру удалось узнать, что в годы правления Гитлера концерн Siemens & Halske не изготавливал телефоны красного цвета — этот факт, возможно, объясняет, почему Гитлер пользовался телефоном, который был тщательно окрашен, а не изначально изготовлен в нужной цветовой гамме.

## «Телефон Гитлера» Висенте Уидобро
Лауреат Нобелевской премии по литературе Пабло Неруда (1904—1973) в своих воспоминаниях описывал анекдотическую историю, связанную с чилийским поэтом Висенте Уидобро (1893—1948). «Вернувшись в Чили после войны, незадолго до своей смерти, он показывал всем и каждому заржавевший телефон и с гордостью говорил: „Я сам отнял его у Гитлера. Это был любимый телефон фюрера“», — писал Неруда. Поэт действительно посещал Берлин в 1945 году в качестве корреспондента «Голоса Америки», однако испанист, доктор филологических наук Ю. Н. Гирин подчёркивает, что «эпизод с сувениром из гитлеровского бункера вполне мог быть частью охотно творившейся самим поэтом автомифологии».